# خط أنابيب باكو-تبليسي-جيهان

مسار خط أنابيب باكو-تبليسي-جيهان

خط أنابيب باكو-تبليسي-جيهان هو خط أنابيب لنقل النفط يبلغ طوله 1,776 كم ويمتد من العاصمة الأذربيجانية باكو إلى ميناء جيهان التركي على البحر المتوسط، ويمر الخط عبر الأرضي الجورجية. يبلغ طول القسم الأذربيجاني من الخط 440 كم و260 كم عبر الأراضي الجورجية و1076 كم عبر تركيا. بدأ أول ضخ للنفط فيه بتاريخ 10 مايو 2005 والذي وصل جيهان في 28 مايو 2006. بلغت تكلفة بناء خط الأنابيب نحو 3.9 مليار دولار أمريكي.
العمر التصميم لخط أنابيب باكو-تبليسي-جيهان يبلغ 40 سنة، وهو قادر على نقل مليون برميل من النفط يومياً. القدرة القصوى للخط هي 10 ملايين برميل نفط، ويوجد 8 محطات ضخ على امتداد مسار خط الأنابيب (2 في أذربيجان, 2 في جورجيا, 4 في تركيا).